# Pavičiči
Pavičiči je naselje v Občini Črnomelj. Ustanovljeno je bilo leta 2007 iz dela ozemlja naselja Zastava. Leta 2015 je imelo 22 prebivalcev.